# Danilo Celano
Danilo Celano (Vasto, 7 dicembre 1989) è un ex ciclista su strada italiano, professionista dal 2016 al 2023. Ha vinto il Giro dell'Appennino 2017 e il Tour de Langkawi 2020.

## Palmarès
- 2015 (Futura Team-Rosini)

Trofeo Matteotti - Marcialla
Memorial Diego Schiaroli
Giro del Casentino
Gran Premio Chianti Colline d'Elsa
- 2017 (Amore & Vita, una vittoria)

Giro dell'Appennino
- 2019 (Amore & Vita, una vittoria)

2ª tappa Tour of Almaty (Almaty > Medeo)
- 2020 (Team Sapura Cycling, una vittoria)

Classifica generale Tour de Langkawi

### Altri successi
- 2016 (Amore & Vita)

Classifica scalatori Tour of Alberta
- 2017 (Amore & Vita)

Classifica scalatori Settimana Internazionale di Coppi e Bartali